# 教理
教理（きょうり、ラテン語: doctrina, 英語: doctrine、ドクトリン）は、宗教上の教え。ここではキリスト教における「教理」（英語: doctrine）の語義とその指す内容とを、おもに教派別に扱う。「教義」（英語: dogma）と同義の場合もあれば、異なる意義を持つ場合もある。キリスト教における「教理」の語義は、教派や時代によって異なっている。
近年のキリスト教関連の著作物では、英語: dogmaに「教義」を、英語: doctrineに「教理」を当てているが、日本の和英辞典では特に使い分けをしていないものもある。本項では、訳語「教理」「教義」が、"doctrine" "dogma" に対応して使い分けられている用例を中心に概念整理をした上で、各教派における理解につき詳述する。

## 多義的で一定しない語義

### ラテン語聖書におけるdoctrinaの用例
ラテン語: doctrina（ドクトリーナ）の語義は、「教え」「教育」「学習」「科学」である。ヴルガータ版ラテン語訳聖書においては、テモテへの手紙一4:13, 5:17においてギリシア語: διδασκαλία（ディダスカリア）の訳語として、テモテへの手紙二4:2においてギリシア語: διδαχή（ディダケー）の訳語としての用例がある。
日本聖書協会の口語訳聖書では、これらの部分は「教え」等と訳されており、「教理」とは訳されていない。

### 過去の事典における用例
昭和52年発行の『キリスト教大事典　改訂新版』では英語: dogma, ドイツ語: dogmaに「教義」の訳語を当て、2010年発行の『キリスト教神学基本用語集』では英語: dogmaに「教義」を、英語: doctrineに「教理」を当てているが、他方、昭和42年発行の『カトリック大辞典』ではラテン語: dogmaに「教理」の訳語を当てているほか、カトリック教会では英語: doctrineはカテキズムとほぼ同義として語られることもある。
正教会では英語: dogmaに「定理」（ていり）との訳語も用いられている一方で、教理との訳語も古くから使われているが、使い分けは判然としない。

### 近年の事典における整理・用例
メソジストの神学者であるフスト・ゴンサレスの整理によれば、英語: doctrine（ドクトリン、鈴木浩によって「教理」の訳語が当てられている）という言葉は文脈によって以下のように違ったレベルの意味をもつ。
- 「特徴的な教え」（tenet）とほぼ同義の場合
- 神学論義の一つの項目全体を指す場合
- 教会内部の特定のグループに特徴的な観点や信念を指す場合
- 教義（dogma）とほぼ同義の場合（その内容の拒否が正統性から外れることを意味する - この場合でも、ニュアンスの違いがある）

ゴンサレスは、「教義」は教会の公式かつ権威ある機関から教義たる旨の布告をされて成立するものであり、現代のプロテスタントはこれを権威主義的と捉えて「教義」の語彙を避け、教会の「公的教理」という言い方を好んでいるとしている。
他方、正教会においては、「"Dogma"（定理）は、"doctrine"（教理）のうち、権威づけられ、疑われたり議論されてはならないものを指す」と整理される。

### まとめ
以上を総合すると、以下のようになる。
- ラテン語の"doctrina"は、一般的な単語であって宗教上の教えに限定される単語ではなく、「教え」に係る幅広い概念を含んでいる。
- キリスト教における日本語の訳語「教理」は多義的であり、また時代・教派によって、用例および概念に混乱がある。
- 一応、近年のプロテスタント系の日本語著作物では英語"dogma"に「教義」を、英語"doctrine"に「教理」を当てる訳語上の概念整理が行われている。
  - プロテスタントの場合、"dogma"と"doctrine"を使い分けるケースが多い。"dogma"（教義）は権威主義的であるとして避ける傾向にある。
- 他方、カトリック教会の場合、"doctrine"はむしろカテキズムとほぼ同義と考える場合もある。
- 正教会では、"Dogma"（定理）は"doctrine"（教理）の中で特に権威づけられたものであると整理されることがある。

## 西方教会

### カトリック教会
カトリック教会においては、真理は教会の権威によって教理となる。神からの啓示としてカトリック教会が提示する教理が教義と認められる。
教会が確認してきた教義・教理は、新約聖書の信仰をつきつめて考察し明確にしていったものであり、後で思弁が作り出した教えではないとされる。
なお、英語: doctrineは、カテキズムとほぼ同義として扱われるケースがある。

### プロテスタント

#### 福音主義における捉え方
福音主義プロテスタントにおいては、教理は誤りない神のことばである聖書に従属する。
宗教改革者とそれに続くプロテスタント正統主義は、教父や公会議や教皇を上回る、至高の聖書の権威を認め、聖書の至上の権威を主張した。ローマ・カトリックが主張する使徒継承の教義の制度的・物理的連続性に対して、プロテスタントは初代教会からの教理的な連続性を示した。
初代の異端に対して、聖書の教理を明らかにするために信条を作成し、異端を排除したのであり、宗教改革時代も同様に信仰告白を作成してローマの教会の誤りを排除した。
プロテスタントにおいては、キリスト教の教理は、確定された聖書本文を正しく解釈して、聖書の中から抽出され、歴史の試練に耐えてきたものであるとされ、根拠は聖書に求められる。
福音派のマーティン・ロイドジョンズは、エキュメニカル運動の基盤は、聖書の教理を無視して交わりを重視することだと指摘している。

#### 自由主義神学・新正統主義における諸見解
プロテスタント正統主義から離れた、自由主義神学やカール・バルトらの新正統主義の立場では、誤りない神のことばとしての聖書の客観的な権威を認めないため、組織神学の語を用いずに、教義学と呼ぶ。
日本キリスト教協議会（NCC）の『キリスト教大事典』（1963年）の「教義」「教義学」はバルト主義者の熊野義孝が執筆しており、教理については項目自体が無い。
自由主義神学（リベラル神学）では教理批評がなされる。これをドイツ語からの訳語として「教義史」「教理史」（Dogmengeschichte）と呼ぶ。ヨハン・フリードリヒ・ヴィルヘルム・イェルザレムがその創始者であり、アドルフ・フォン・ハルナックによっても展開された。NCCの『キリスト教大辞典』の「教理史」の項目では批判的教義研究であるDogmengeschichteについて解説されている。
自由主義神学者ヴァルター・バウアーは、初期キリスト教の教理は、現代の異端だと主張している。正統と異端の区別を認めない、万人救済主義の立場も存在する。
H.シュトラットマンは、聖書を根拠として教理を立証した従来の方法を退けている。

## 東方教会

### 正教会
正教会においては、「"Dogma"（定理）は、"doctrine"（教理）のうち、権威づけられ、疑われたり議論されてはならないものを指す」と整理される。正教会において、教理（doctrine）の源泉となるものとして以下が挙げられる。
- 啓示
- 聖伝（これより下は聖伝に含まれる[41]）
  - 聖書
  - 奉神礼
  - 公会議
  - 聖師父
  - 諸聖人
  - 教会法
  - 教会芸術[42]（イコン、聖歌、聖堂建築ほか[41]）